# إدوارد أو. ويلي
إدوارد أو. ويلي (بالإنجليزية: Edward O. Wiley)‏ هو عالم أسماك أمريكي، ولد في 15 أغسطس 1944.